# Георгий Дебърско-Кичевски
Георгий (на македонска литературна норма: Георгиј) е духовник на Македонската православна църква (МПЦ-ОА), дебърско-кичевски митрополит от 2025 година.

## Биография

### Мирянин
Роден е на 24 юли 1968 година в Скопие, тогава в Социалистическа федеративна република Югославия, със светското име Гьоко Гьоргевски (Ѓоко Ѓорѓевски). В 1982 година започва да учи в Македонската православна богословска семинария в Драчево. След това завършва Богословския факултет на Скопския университет. От октомври 1990 година преподава в семинарията в Драчево Свещено Писание на Стария и Новия завет, църковнославянски, старогръцки, латински, църковно песнопение и музикална теория. В 1993 година специализира в Източния църковен институт в Регенсбург, Германия. На следната 1996 година става магистър в Папския Григориански университет в Рим.
От 1999 година до 2001 година преподава две години в Богословската семинария, а от 2001 година преподава в Богословския факултет в Скопие по предметите въведение и екзегетика на Свещеното Писание на Стария завет и Библейска история с археология. В 2000 година защитава докторат в катедрата по библейски изследвания към Богословския факултет на Папския Грегориански университет в Рим.
От 2000 до 2010 година е ръководител на кабинета на архиепископ Стефан Охридски и Македонски. От 2000 до 2007 година е и секретар на Американско-Канадската епархия на Македонската православна църква. От 2010 до 2014 година е посланик на Република Македония към Светия престол в Рим. От 2016 до 2023 година е декан на Православния богословски факултет в Скопие в продължение на два мандата. Автор е на няколко книги и научни статии.

### Митрополит
След смъртта на митрополит Тимотей Дебърско-Кичевски на 25 ноември 2024 година, през януари 2025 година, на Богоявление, стотици вярващи в Охрид излизат с петиции, настоявайки ръководството на епархията да се поеме от епископ Партений Антанийски, игумен на Бигорския манастир, известен с пробългарските си възгледи. Срещу епископ Партений започва кампания с обвинения в пробългарска дейност. Архимандрит Никанор от Българската православна църква пише открито писмо в негова защита. Архиепископ Стефан Охридски и Македонски обаче решава да направи митрополит своя бивш секретар Гьоко Гьоргевски.
На 27 май 2025 година Гьоко Гьоргевски става монах в манастира „Свети Георги“ в Криви дол. На следния 28 май е ръкоположен за йеродякон. На следния 29 май е ръкоположен за йеромонах. На Петдесетница, 8 юни, е ръкоположен за игумен от архиепископ Стефан. На Еньовден, 24 юни, става архимандрит.
На 12 юни 2025 година Синодът на МПЦ-ОА, на редовно заседание в пълен състав, единодушно подкрепя единственото предложение, внесено от архиепископ Стефан, и избира архимандрит Георгий за нов дебърско-кичевски митрополит.
13 юли 2025 года в катедралния храм „Света София“ в Охрид Георгий е ръкоположен за дебърско-кичевски митрополит от архиепископ Стефан Охридски и Македонски в съслужение с митрополитите Петър Преспанско-Пелагонийски, Наум Струмишки, Йоан Крушевско-Демирхисарски, Пимен Европейски, Иларион Брегалнишки, Йосиф Тетовско-Гостиварски, Григорий Кумановско-Осоговски и епископите Йоаким Делядровско-Илинденски и Марко Царевоселско-Каменишки. На литургията присъстват премиерът на страната Християн Мицкоски, вицепремиерите Александър Николоски и Люпчо Димовски, министърът на вътрешните работи Панче Тошковски. Още в същия ден митрополит Георгий е интронизиран на катедрата в Охрид.